# Rola Sleiman
Rola Sleiman (arab. رولا سليمان, Rūlā Sulaymān; ur. 1975 w Trypolisie) – libańska pastor syryjskiego pochodzenia, pierwsza kobieta powołana do posługi chrześcijańskiej w kraju arabskim.
Urodziła się w Trypolisie w Libanie. Jej ojciec był Syryjczykiem, a matka Libanką i oboje pracowali jako pielęgniarze. Od dziecka należy do Ewangelickiego Kościoła Prezbiteriańskiego przy ulicy Rahibat. Studiowała teologię w Bliskowschodniej Szkoły Teologii w Bejrucie pod patronatem Narodowego Ewangelicznego Synodu Syrii i Libanu, wspólnoty chrześcijańskiej, do której należy łącznie 3000 osób. Po czterech latach uzyskała licencjat z teologii w edukacji chrześcijańskiej. Następnie została wyznaczona przez Synod do nauczania etyki w miejscowościach Chirbat Kanafar, Kubb Iljas i Zahla. Zaczęła pełnić obowiązki pastora w Trypolisie w 2006, pod nieobecność oficjalnego pastora, który wyjechał z Libanu ze względów rodzinnych. W 2009 oficjalnie przejęła jego funkcję. W 2017 Synod stosunkiem głosów 23 do 1 podjął decyzję o wyświęceniu jej, aby kościół mógł udzielać chrztu i odprawiać nabożeństwa, którym mógłby przewodniczyć tylko wyświęcony duchowny. Święcenia kapłańskie przyjęła 26 lutego 2017.
W maju 2017 doszło do kontrowersji, kiedy rząd Wielkiej Brytanii odmówił jej wizy, której potrzebowała, aby uczestniczyć w Walnym Zgromadzeniu Kościoła Szkocji, na które została zaproszona.